# Асташов, Алексей Филиппович

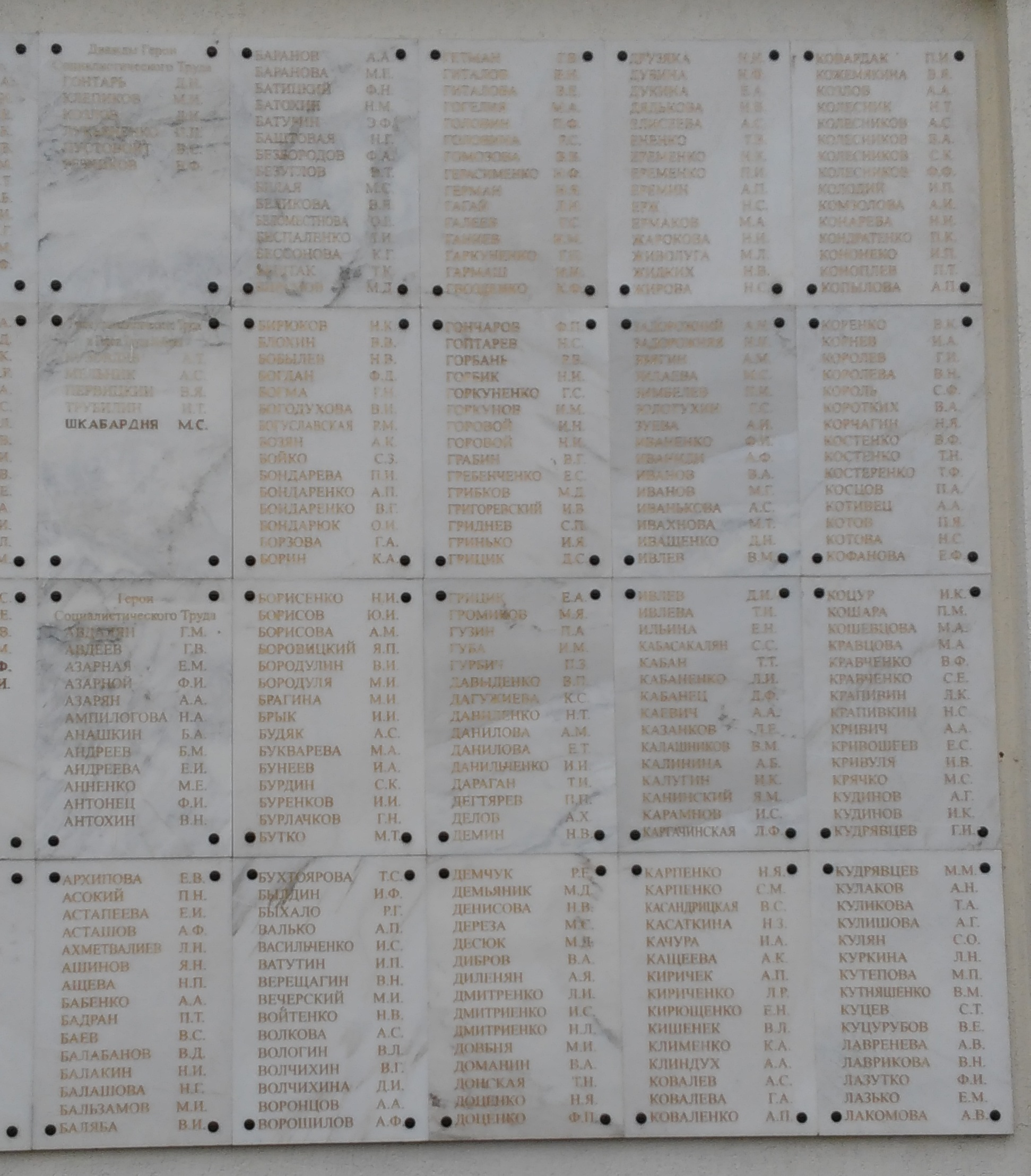

Алексей Филиппович Асташов (20.10.1912 — 02.07.1979) — комбайнёр МТС имени Кирова Отрадненского района Краснодарского края. Герой Социалистического Труда (27.02.1951).

## Биография
Родился 7 (20) октября 1912 года в селе Шапчицы Довской волости Рогачёвского уезда Могилёвской губернии, ныне деревня Шапчицы в составе Звонецкого сельсовета Рогачёвского района Гомельской области Белоруссии. Из крестьянской семьи. Белорус.
Овладел специальностью механизатора, долгие годы работал трактористом, комбайнером и водителем автомобиля в различных отраслях народного хозяйства в с.Пискуновское в колхозе "Герой труда" с 1929 г, с.Благодарное, ст.Отрадная Краснодарского края. В 1934—1936 годах проходил срочную службу в рядах Красной армии. В Великую Отечественную войну повторно призван в её ряды Отрадненским РВК  03.09.1942. Сержант. Воевал в 1341 стрелковом полку МВД, 319 стрелковой дивизии 2 форм. 3 пулеметная рота 3-го стрелкового батальона, далее 2 пулемётная рота 1 батальона, должность наводчик, далее в 2 строевом батальоне 356 азсп,  переведен в 23 отдельный учебный танковый полк, 3-й мото-стрелковый полк НКВД с февраля 1943 г. по май 1944 г. командир отделения шоферов, 21 погранотряд МВД с май 1944 г по май 1946 г командир автоотделения. Принимал участие в боевых действиях на разных фронтах. В битве за Кавказ (1942 декабрь) был тяжело ранен. Также было несколько пулевых, осколочных ранений, контузия, обморожение ног 2-й степени. Завершил службу в июне 1946 году в 21 Погранотряде Молдавского пограничного округа СССР.
После войны вернулся в станицу Отрадная Отрадненский район Краснодарского края. Работал комбайнёром на МТС им. Кирова с.Благодарное, в непростых условиях послевоенного времени неизменно добивался высоких результатов на уборке зерновых культур. В 1950 году он намолотил комбайном «Сталинец-1» с убранной им площади за 25 рабочих дней 9014,9 центнера зерновых культур. С 1953 г. по 1958 г. работал комбайнером в МТС ст.Отрадная до реорганизации МТС. Дальше работал водителем, механиком, потом в "Сельхозтехнике" в должности зав.складом в ст. Отрадная по июнь 1969 г до ухода на пенсию.
Указом Президиума Верховного Совета СССР от 27 февраля 1951 года за достижение высоких показателей на уборке и обмолоте зерновых и масличных культур в 1950 году Асташову Алексею Филипповичу присвоено звание Героя Социалистического Труда с вручением ордена Ленина и золотой медали «Серп и Молот.
Работал трактористом, комбайнером, механизатором, водителем, зав.складом в с.Пискуновское, с.Благодарное, ст. Отрадная. Был депутатом Отрадненского сельского совета с 27 февраля 1955 года по февраль 1961 года, где помогал своим односельчанам. С 1975 г по 1979 г проживал в г. Невинномысске, трудился после выхода на пенсию на Невинномысском Авторемонтном Заводе. Затем вернулся в ст.Отрадная.  Умер 2 июля 1979 года.

## Семья
Жена - Асташова Екатерина Петровна. Трое детей.

## Награды
- Золотая медаль «Серп и Молот» (27.02.1951)
- Орден Ленина (27.02.1951)
- Орден Красной Звезды
- Медаль «За трудовую доблесть» (13.06.1952)
- Медаль «За трудовое отличие» (23.06.1966)
- Медаль «В ознаменование 100-летия со дня рождения Владимира Ильича Ленина»
- Медаль «За оборону Кавказа»
- Медаль «За победу над Германией в Великой Отечественной войне 1941—1945 гг.»
- Медаль  «Двадцать лет Победы в Великой Отечественной войне 1941—1945 гг.»
- Знак «25 лет победы в Великой Отечественной войне»
- Медаль «Тридцать лет Победы в Великой Отечественной войне 1941—1945 гг.»
- Медаль «Ветеран труда»
- Юбилейная медаль «50 лет Вооружённых Сил СССР»
- Юбилейная медаль «60 лет Вооружённых Сил СССР»
- Медали ВДНХ Золотая, Бронзовая медаль

- другими орденами и медалями (устанавливаются через военные и государственные архивы) (Убедительная просьба участникам Википедии НЕ УДАЛЯТЬ, НЕ ИЗМЕНЯТЬ ДАННЫЕ о моем ДЕДЕ. Так как родственникам более точно известны данные по наградам, биографии).

## Память
- Его имя увековечено в Главном Храме Вооружённых сил России, и навсегда запечатлено в музейном комплексе «Дорога памяти »